# Xanthocryptus nigricollis
Xanthocryptus nigricollis är en stekelart som beskrevs av Cameron 1911. Xanthocryptus nigricollis ingår i släktet Xanthocryptus och familjen brokparasitsteklar. Inga underarter finns listade i Catalogue of Life.